# Васильев, Михаил Владимирович (учёный)
Михаил Владимирович Васильев (12 декабря 1908 — 4 сентября 1986) — советский учёный-горняк, горный инженер, специалист по карьерному транспорту, доктор технических наук, директор Горно-геологического института Уральского филиала АН СССР (1962—1984).

## Биография
Родился 12 декабря 1908 года в Рыбинске.
Ещё в школе он вступил в геологический кружок, уже в 18 лет опубликовав свою первую научную работу «Геологические исследования в Рыбинском крае летом 1926 года».
В 1928 году окончил Рыбинский механический техникум и продолжил занятия геологией, опубликовав несколько научных статей. В феврале 1930 года был призван в Вооружённые силы, имел звание младший лейтенант.
В 1931 году поступил и в 1936 году окончил Свердловский горный институт.
Работал мастером смены на Бакальском железном руднике, впоследствии — главным инженером треста «Уралсибэкскавация», непосредственно участвовал в строительстве нескольких железных рудников.
В 1954 году М. В. Васильев защитил кандидатскую диссертацию по теме «Повышение эффективности конвейерного транспорта на открытых горных работах». В 1957 году из производства ушёл в науку, став заведующим лабораторией открытых горных работ Горно-геологического института.
В 1961 году защитил докторскую диссертацию по теме «Основные вопросы развития открытых разработок с автомобильным транспортом».
В 1962 году Михаил Васильев возглавил Институт горного дела, выделенный из состава Горно-геологического института и успешно руководил им в течение 22 лет.
Основные заслуги и научные достижения М. В. Васильева связаны с прогрессом технического оснащения открытых горнодобывающих работ, внедрением новых видов транспорта, механизации добычи.
Скончался 4 сентября 1986 года, похоронен на Восточном кладбище Екатеринбурга.

## Награды
- Государственная премия УССР в области науки и техники (13 декабря 1983) — за разработку и широкое промышленное внедрение прогрессивной циклично-поточной технологии на железорудных карьерах Кривбасса[4].